# West Nicholson
West Nicholson ist ein 819 m hoch gelegener Ort am Fluss Mzingwane mit etwa 1700 Einwohnern 40 km östlich von Gwanda in der Provinz Matabeleland South in Simbabwe.

## Infrastruktur
Der Ort liegt an einer Straße und der ausschließlich dem Gütertransport dienenden Eisenbahnlinie Bulawayo-West Nicholson, deren Endstation dort ist. Er ist ein regionales Zentrum und hat ein Flugfeld. Im Ort findet sich eine Grundschule und 12 km entfernt auch eine Sekundarschule. Das Klima ist semiarid.

## Wirtschaft
West Nicholson lebt vom Bergbau und einer großen Fleischfabrik, in der die Rinder des Umlandes geschlachtet und zu Corned Beef und Biltong verarbeitet werden. 